# Jonis Heikkinen
Jonis Heikkinen (1997) è un giocatore di football americano finlandese che gioca come defensive end per gli Helsinki Wolverines.
Inizia a giocare negli Helsinki Wolverines, per poi passare nel 2023 ai Kuopio Steelers e nel 2024 ai tedeschi Berlin Rebels. Dal 2025 torna a giocare per gli Wolverines.